# Violet Odogwu
Violet Obiamaka Odogwu-Nwajei là cựu vận động viên điền kinh và điền kinh người Nigeria. Bà là cựu chủ tịch của Liên đoàn thể thao Nigeria và là Phó chủ tịch của Liên đoàn điền kinh châu Phi.

## Đời sống

### Cuộc sống ban đầu
Odogwu sinh ra ở Asaba, bang Delta. cô bắt đầu giáo dục trong thành phố trước khi chuyển đến Lagos, nơi cô hoàn thành giáo dục trung học.
Vào những năm 1950, Violet và chị gái Juliet chạy đua vào Câu lạc bộ thể thao nữ. Năm 1958, bà đại diện cho Nigeria tại Đại hội Thể thao Khối thịnh vượng chung năm 1958. Màn trình diễn tiến bộ của bà tại sự kiện đã mang lại cho cô giải thưởng 'Người phụ nữ thể thao của năm'. Sau các trò chơi, b àtiếp tục với các nghiên cứu của mình tham gia các khóa học về nghiên cứu thư ký. Năm 1963, bà trở lại điền kinh và đại diện cho Nigeria tại Đại hội Thể thao toàn châu Phi đầu tiên trong chướng ngại vật 80m.
Odogwu là một thành viên của đội tuyển Nigeria tham dự Đại hội Thể thao Khối thịnh vượng chung năm 1966, Kingston. Tại các trò chơi của Kingston, bà đã giành được huy chương đồng nhảy 20 feet, 2/2 inch trong sự kiện dài để trở thành nữ huy chương châu Phi đầu tiên tại Đại hội Thể thao Khối thịnh vượng chung.
Năm 1968, bà là đội trưởng đội điền kinh nữ Nigeria tham dự giải olympic năm 1968. Bà không giành được huy chương nhưng là người vào chung kết môn nhảy xa  Cô là một huy chương đồng tại Thế vận hội nhỏ, được tổ chức một năm trước để chuẩn bị cho sự kiện chính.